# Efecto Mößbauer
El efecto Mossbauer es un fenómeno físico descubierto en 1957 por el físico alemán Rudolf Mößbauer (1929-2011) relacionado con la emisión y absorción resonante de rayos gamma libres de retroceso por parte de átomos de un sólido.

## Historia
Con anterioridad se había observado la emisión y absorción de rayos X por parte de gases, por lo tanto se pensaba que un fenómeno similar se observaría con los rayos gamma, que se originan en las transiciones nucleares (a diferencia de los rayos X que se producen por transiciones de electrones). Sin embargo, fallaron los intentos por observar resonancias de rayos gamma en gases debido a la energía que se pierde en el retroceso, lo que imposibilita la resonancia (el efecto Doppler también ensancha el espectro de los rayos gamma). Sin embargo Mössbauer pudo observar resonancias en iridio en estado sólido, lo que disparó la pregunta sobre por qué era posible observar resonancia de rayos gamma en los sólidos, pero no en los gases. Mössbauer propuso que, para el caso de átomos que se encuentran contenidos dentro de un sólido, bajo ciertas circunstancias una fracción de los eventos nucleares podían tener lugar sin que se produjera un retroceso. Atribuyó la resonancia observada a esta fracción de eventos nucleares en los cuales no se dispersaría energía en fenómenos de retroceso. Por este descubrimiento se le concedió el Premio Nobel de Física en el año 1961 junto con Robert Hofstadter por su trabajo en el campo de la dispersión de electrones en el núcleo de los átomos.

## Descripción

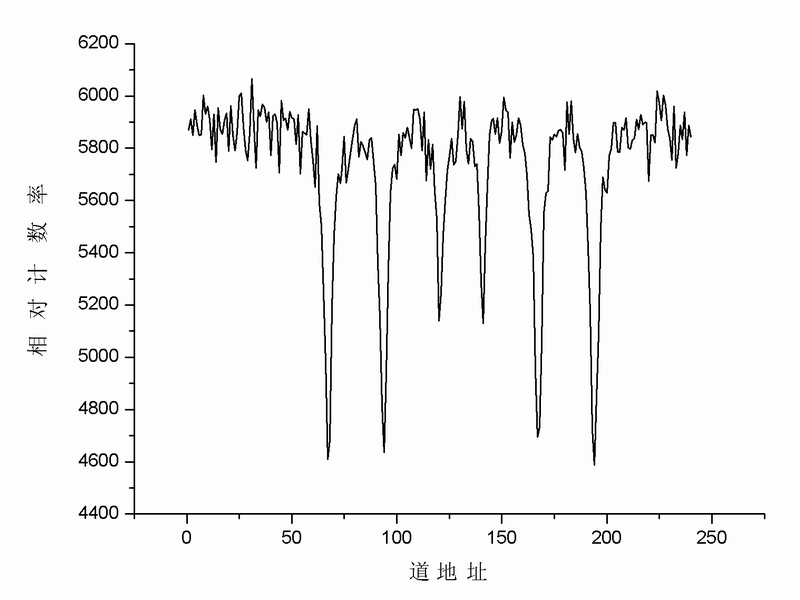

En general, los rayos gamma son producto de transiciones nucleares: entre un estado inestable de alta energía, a un estado de menor energía. La energía del rayo gamma emitido corresponde a la energía de la transición nuclear, menos la cantidad de energía que se pierde en el retroceso (o desplazamiento) del átomo que la emite. Si la "energía de retroceso" que se pierde es pequeña comparada con el ancho de la energía de la transición nuclear, entonces la energía del rayo gamma todavía se corresponde con la energía de la transición nuclear, y el rayo gamma puede ser absorbido por un segundo átomo del mismo tipo que el primero. Esta emisión y posterior absorción es llamada resonancia. Energía de retroceso adicional es también utilizada durante la absorción, de forma tal que para que la resonancia pueda producirse la energía de retroceso debe ser menor que la mitad de la energía correspondiente a la transición nuclear.
La cantidad de energía en el cuerpo que experimenta el retroceso se puede calcular aplicando conservación del momento:

{\displaystyle |P_{R}|=|P_{\gamma }|}

{\displaystyle |P_{R}|^{2}=|P_{\gamma }|^{2}}

donde PR es el momento del cuerpo que retrocede, y Pγ es el momento del rayo gamma. Substituyendo la energía en la ecuación se obtiene:

{\displaystyle 2ME_{R}={\frac {E_{\gamma }^{2}}{c^{2}}}}

{\displaystyle E_{R}={\frac {E_{\gamma }^{2}}{2Mc^{2}}}}

donde ER es la energía que se disipa como retroceso, Eγ es la energía del rayo gamma, M es la masa del cuerpo que emite o absorbe, y c es la velocidad de la luz. En el caso de un gas los cuerpos que emiten y absorben son los átomos, por lo que la masa es pequeña, y en consecuencia una gran energía de retroceso, lo cual imposibilita se produzca la resonancia. (Se debe notar que la misma ecuación es aplicable a las pérdidas de energía de retroceso en los rayos X, pero como la energía del fotón es mucho menor, la pérdida de energía es mucho menor y por lo tanto hace posible que la resonancia ocurra en la fase gaseosa con rayos X.)
En un sólido, los núcleos forman parte de una red y por lo tanto su retroceso ocurre de manera distinta que en un gas. La red en su conjunto experimenta un retroceso pero la energía de retroceso es ínfima porque la M en la ecuación indicada previamente corresponde a la masa de toda la red. Sin embargo, la energía liberada en un decaimiento puede ser tomada (o suministrada) por vibraciones de la red de átomos que forman el sólido. La energía de estas vibraciones está conformada por paquetes cuantizados de energía llamados fonones. El efecto Mössbauer ocurre porque existe una probabilidad finita de que ocurra un decaimiento que no involucre fonones. O sea en algunos de los eventos nucleares (la fracción sin retroceso), toda la red cristalina actúa como un cuerpo en retroceso, y por lo tanto los eventos pueden ser considerados a los fines prácticos como sin retroceso. En estos casos, dado que la energía de retroceso es ínfima, los rayos gammas emitidos poseen la energía apropiada y por lo tanto se puede producir la resonancia.